# State Farm
State Farm Insurance Companies, kurz State Farm, ist eine der größten Versicherungs- und Finanzdienstleistungsgruppen in den USA, der größte Fahrzeugversicherer des Landes. 2005 erwirtschaftete die Gruppe mit knapp 68.000 Mitarbeitern einen Umsatz von über 59 Milliarden US-Dollar und einen Gewinn von über 3,2 Milliarden US-Dollar. 2007 belief sich der Umsatz auf 60,528 Mrd. US-Dollar. Das Unternehmen zählt damit zu den 25 größten Unternehmen der USA überhaupt und zu den 100 größten Unternehmen der Welt. Hauptsitz des 1922 gegründeten Unternehmens ist Bloomington im Bundesstaat Illinois. Vorstandsvorsitzender, Präsident und CEO ist seit 2015 Michael Tipsord.